# Sessa, Ticino
Sessa är en ort i kommunen Tresa i kantonen Ticino, Schweiz. Orten var före den 18 april 2021 en egen kommun, men slogs då samman med kommunerna Croglio, Monteggio och Ponte Tresa till den nya kommunen Tresa.